# دهستان سنگر (رشت)
سنگر، دهستانی است از توابع بخش سنگر شهرستان رشت در استان گیلان ایران.

## جمعیت
براساس سرشماری سال ۱۳۸۵جمعیت آن ۱۶۸۰۸نفر (۴۷۰۶خانوار) بوده است. 